# Klixbüll
Klixbüll település Németországban, Schleswig-Holstein tartományban. Lakosainak száma 1061 fő (2023. december 31.).

## Népesség
A település népességének változása:
| Lakosok száma | 928  | 968  | 974  | 1063 | 1059 | 1061 |
|               | 1975 | 2017 | 2019 | 2021 | 2022 | 2023 |